# Batalla de Ivry
La Batalla de Ivry se libró el 14 de marzo de 1590 durante las Guerras de religión de Francia. La batalla dio una victoria decisiva a Enrique de Navarra, el futuro Enrique IV de Francia, quien mandaba las fuerzas hugonotes contra las de la Santa Liga de París encabezadas por el Duque de Mayenne. Las tropas de Enrique resultaron victoriosas y continuaron asediando París.
La batalla ocurrió en la llanura de Épieds cerca de Ivry (más tarde renombrada Ivry-la-Bataille), Normandía. Ivry-la-Bataille se halla a orillas del río Eure y a unos 48 kilómetros al oeste de París, en la frontera entre las regiones  de Isla de Francia y Beaucé.
- Datos: Q675516